# Birds Aren’t Real

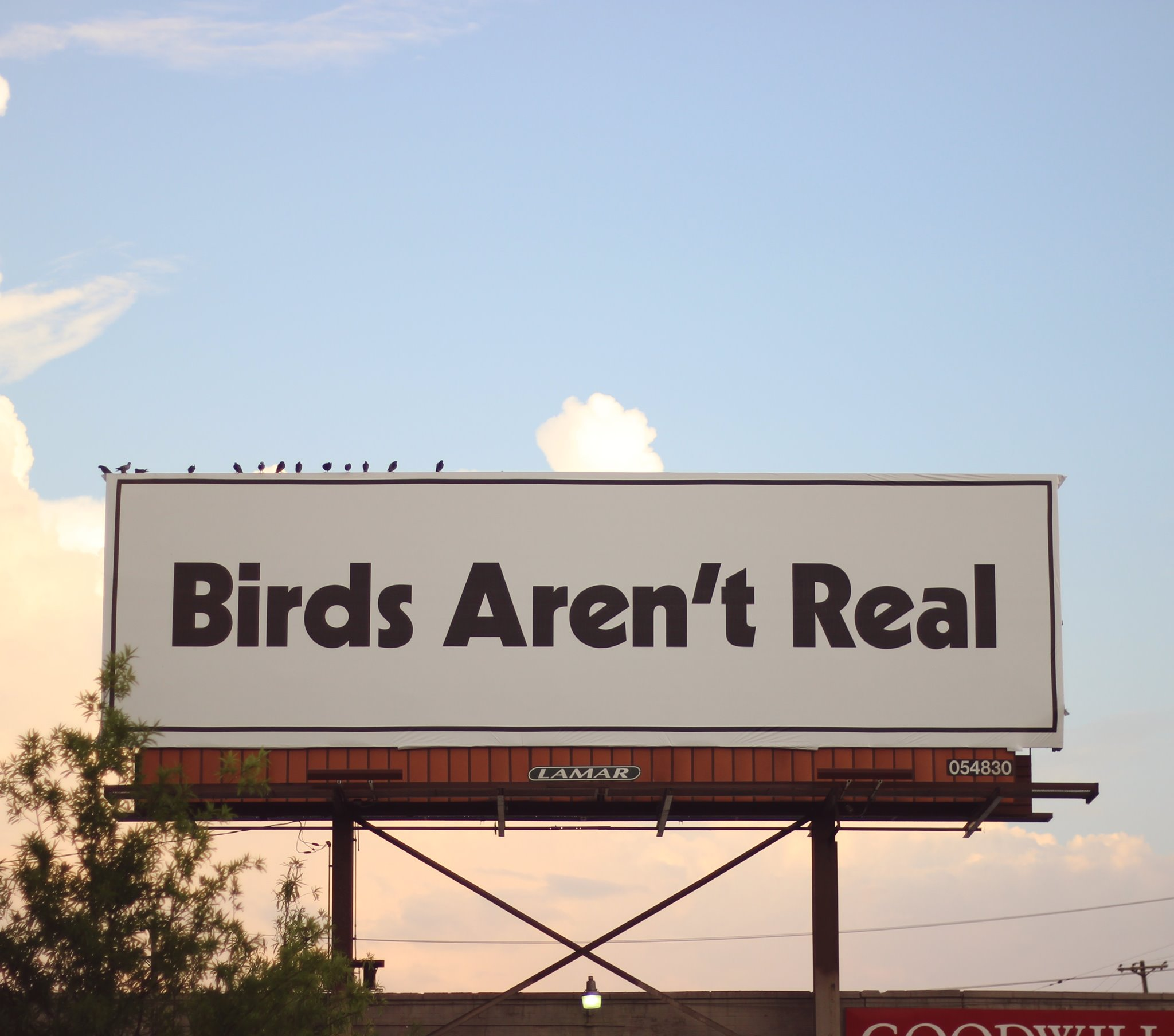
Werbetafel in Memphis, Tennessee, 2019

Birds Aren’t Real (deutsch: „Vögel gibt es nicht“) ist eine satirische Verschwörungstheorie, nach der Vögel eigentlich Drohnen der US-Regierung seien, um amerikanische Bürger auszuspionieren.

## Hintergrund
Peter McIndoe hat die Theorie im Januar 2017 erschaffen. Als er bei einem Frauenprotestmarsch in Memphis (Tennessee) teilnahm, kam er beim Anblick von Gegendemonstranten auf die Idee, „Birds Aren’t Real“ auf ein Plakat zu schreiben.
Die Bewegung behauptet, dass alle Vögel von der US-Regierung zwischen 1959 und 1971 getötet und durch gleichaussehende Drohnen ersetzt worden seien, um amerikanische Bürger auszuspionieren. Zudem wird behauptet, dass die Vögel auf Strommasten säßen, um sich aufzuladen, Vögel für Verfolgungszwecke auf Autos defäkieren würden, und dass der US-Präsident, John F. Kennedy, wegen seiner Weigerung, alle Vögel zu töten, ermordet worden sei.
Peter McIndoe berichtete über seine selbsterfundene Verschwörungstheorie auch in einem Ted-Talk.